# Ouratea iquitosensis
Ouratea iquitosensis är en tvåhjärtbladig växtart som beskrevs av Macbride. Ouratea iquitosensis ingår i släktet Ouratea och familjen Ochnaceae. Inga underarter finns listade i Catalogue of Life.